# Liana Tsotadze
Liana Tsotadze (n. 7 iunie 1961, Tbilisi, Republica Sovietică Socialistă Gruzină, URSS) este o săritoare în apă ce a reprezentat Uniunea Republicilor Sovietice Socialiste, medaliată olimpică. A participat la o ediție a Jocurilor Olimpice (1980) în care a câștigat o medalie de bronz.

## Participări
Lista de mai jos prezintă principalele competiții la care a participat Liana Tsotadze de-a lungul carierei.
- diving at the 1980 Summer Olympics – women's 10 metre platform[*]